# 토른뷔시

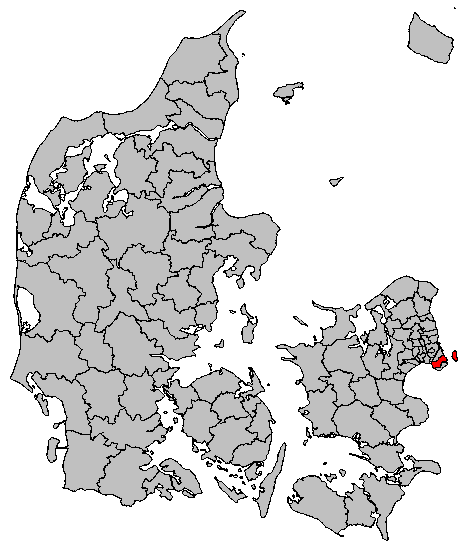
토른뷔시의 위치

토른뷔시(덴마크어: Tårnby Kommune)는 덴마크 수도 지역에 위치한 지방 자치체로 행정 중심지는 토른뷔이며 면적은 64.95km2, 인구는 42,179명(2014년 4월 1일 기준), 인구 밀도는 650명/km2이다. 셸란섬 북동부 연안에 위치한다.